# Зал ожидания

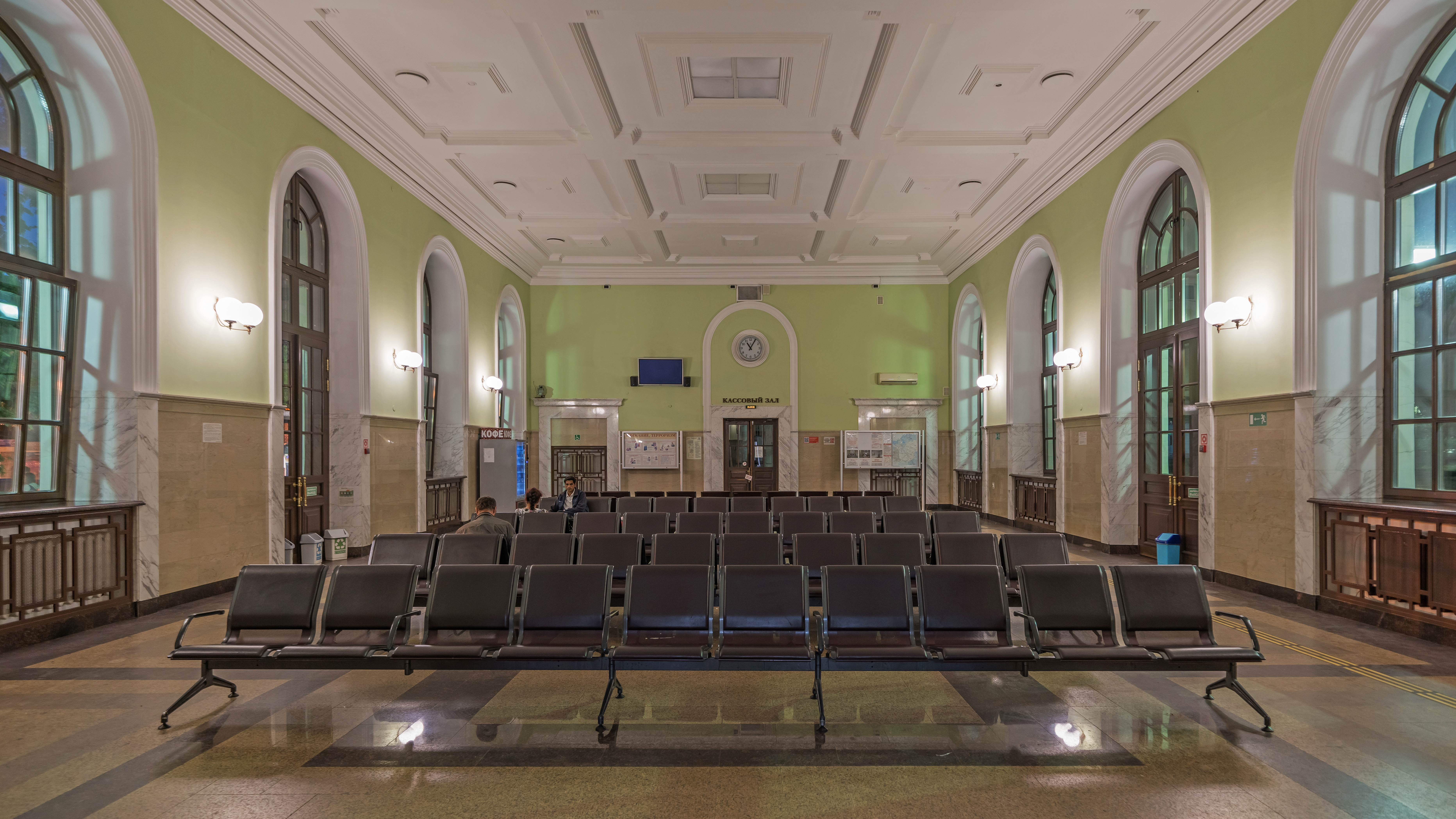
Зал ожидания на вокзале Псков-Пассажирский

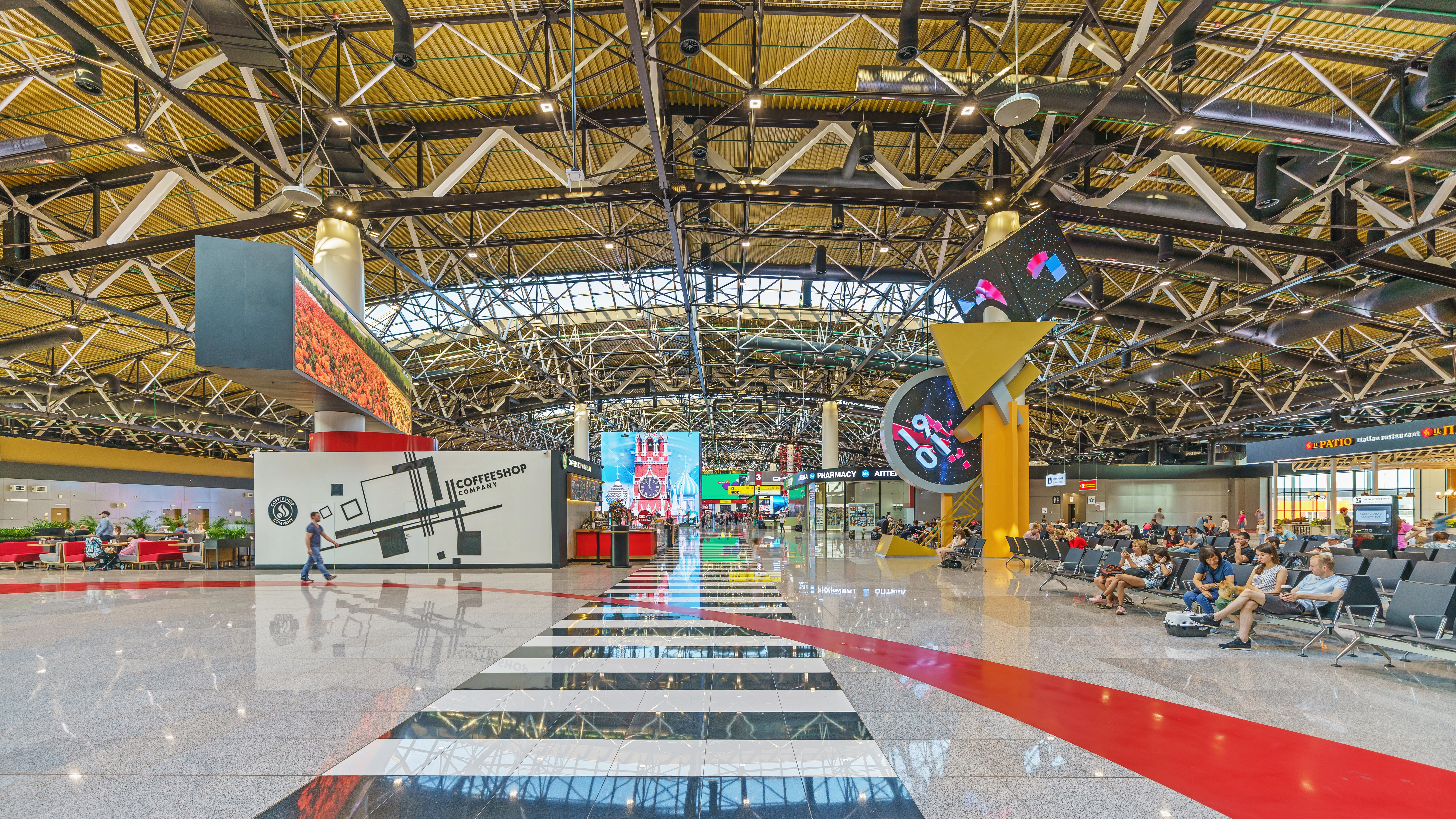
Зал вылета в аэропорту Шереметьево

Зал ожидания — место на вокзале, оборудованное для пребывания пассажиров, прошедших регистрацию и досмотр (если это предусмотрено) и ожидающих начала посадки на свой рейс. Одно из важнейших помещений в структуре здания. Является неотъемлемой частью автостанции, аэропорта, вокзала, порта.
Может проектироваться как отдельное помещение либо в составе общего пассажирского зала. В последнем случае зал ожидания
объединяют с вестибюлем и кассовым залом. При этом, помещение принято разделять на функциональные зоны при помощи рекламных стендов, торговых павильонов, предметов мебели и другими способами.
На территории крупных вокзалов залы ожидания могут создаваться для отдельных категорий пассажиров (транзитных, пассажиров с детьми и др.). Они часто напрямую или опосредованно сообщаются с вестибюлем, буфетами, выходами на перрон и т.п. При проектировании внутреннего пространства вокзалов задача разделения пассажиропотоков является одной из важнейших.
Залы ожидания обычно оборудованы значительным количеством кресел (скамеек), другими предметами мебели (столики, диваны и проч.). Современные залы ожидания нередко снабжены электронными табло и иными средствами оперативной информации, точками доступа Wi-Fi. Пассажиры пользуются подобными помещениями бесплатно. При этом, пользование залами ожидания повышенной комфортности может быть бесплатным только для определённых категорий пассажиров.